# 731部队
731部队是旧日本帝国陆军關東軍防疫給水部本部的通稱號。該單位由石井四郎所領導，因此也稱之為「石井部隊」。“731部队”同时也可以是指在抗日战争和第二次世界大战期间，旧日本帝国陆军於日本以外領土从事生物战、细菌战和人体试验相关研究的所有秘密军事医疗部队，也代指大日本帝国陆军在占领满洲（今中国东北）期间所做的生物战和人体试验研究，731部隊在侵略中國時被指犯下危害人类罪及战争罪。是一個用活人充當實驗材料的大型秘密細菌研究基地:150。

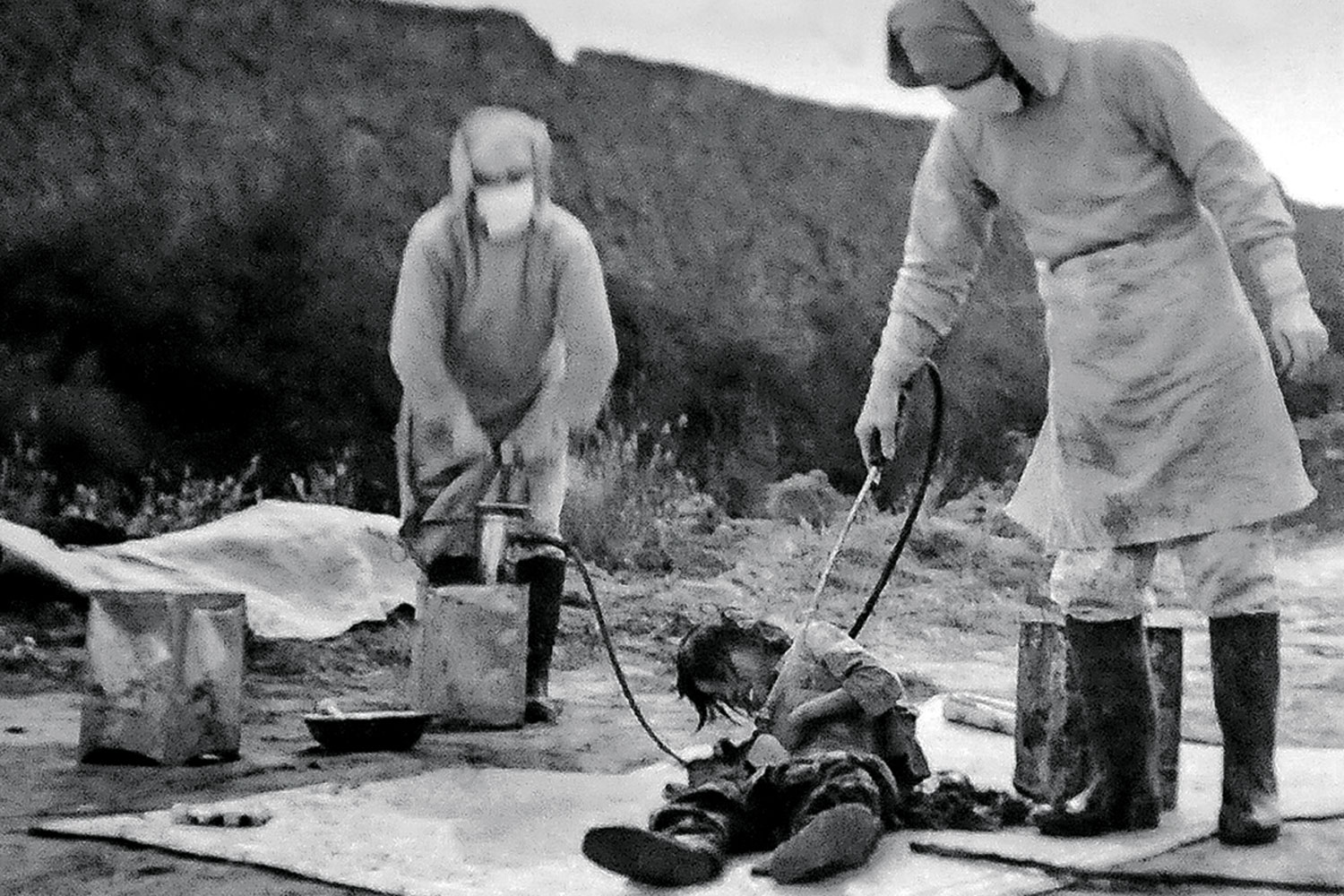
731部队活動

731部队的正式編號是關東軍满洲第691部隊（關東軍防疫給水部）下之满洲第731部队（防疫給水部本部），聲稱「研究內容对外宣传主要以研究防治疾病與飲水淨化為主」，但其实該部隊使用活體中国人、苏联人和朝鲜人進行生物武器與化學武器等慘無人道的實驗。731部队把基地建在中国东北哈尔滨平房区，这一区域当时是日本控制下的满洲国的一部分。部队成员川岛清在伯力審判上亲口供认，731部队将活人用作细菌试验，杀害了至少3000人。一些研究者认为至少10,000名中国人、苏联人、朝鲜人和同盟国战俘在731部队的试验中被害。

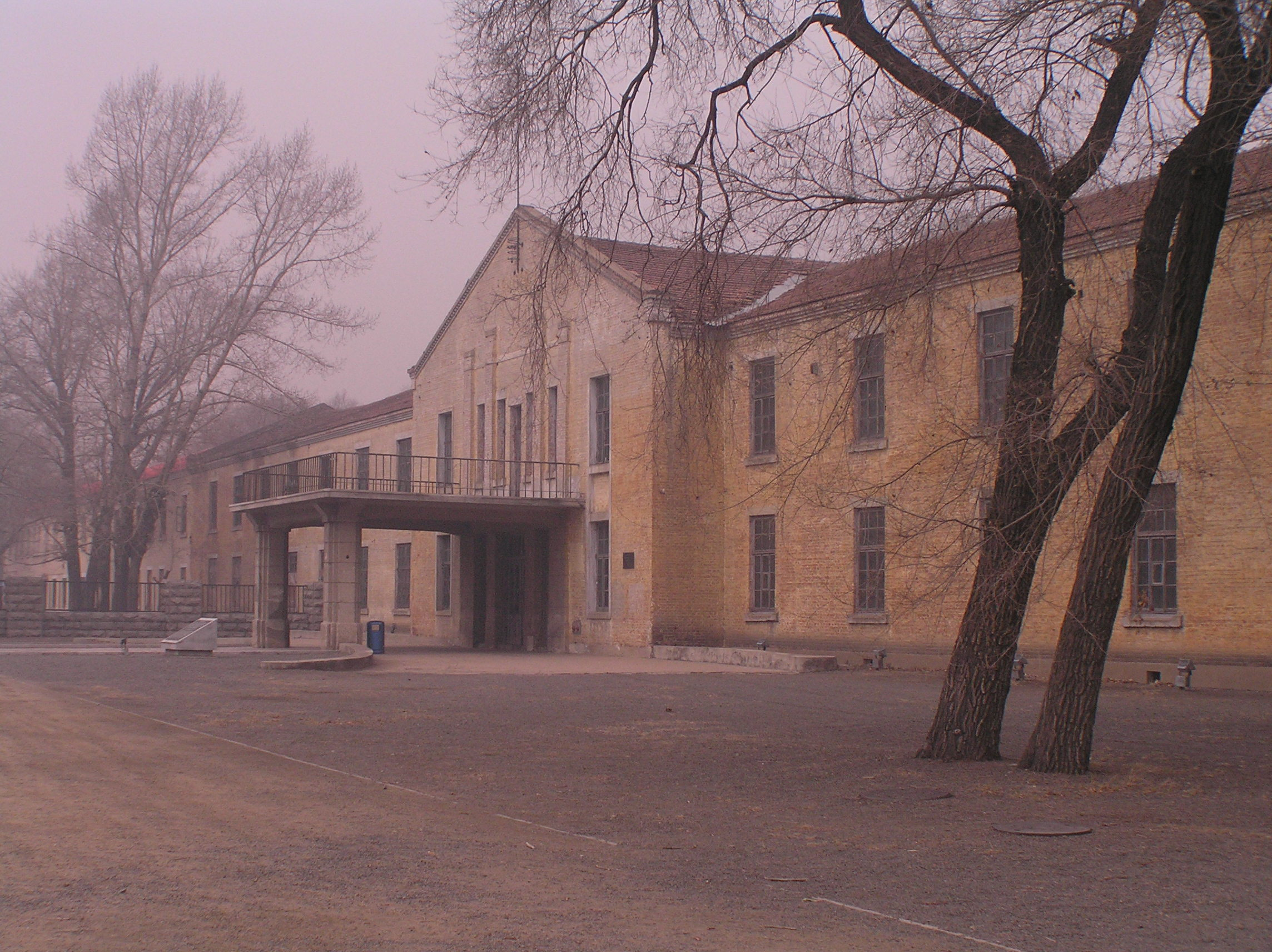
關東軍防疫給水部本部731部隊（石井部隊）的再建建築物

## 历史
第一次世界大戰後，日本陸軍秘密開發化學武器，建立專門製造毒氣之工廠；侵華戰爭開始後，日本化學部隊被派往中國戰場:134。九一八事變後，日本陸軍省和日本參謀本部在石井四郎提議下，準備在中國東北建立細菌研究所:150。
關東軍中還有一支以進行對蘇化學戰準備為目的之專門化學部隊——516部隊，設在齊齊哈爾市:134。1932年，石井四郎（陸軍軍醫、醫學博士）開始在東京之陸軍軍醫學校中準備細菌戰:134。1933年，石井四郎到中國東北，在拉濱鐵路（拉法至哈爾濱）上的背蔭河站附近建立由關東軍領導的細菌實驗所，稱「關東軍防疫班」，因為由日本千葉縣賀茂鎮人組建，又稱「賀茂部隊」，後改稱「731部隊」:150。1936年，根據日本「軍令陸甲第7號」命令，在哈爾濱之平房正式建立名為「關東軍防疫給水部隊」之細菌部隊，石井四郎擔任部隊長:134。1941年後，「關東軍防疫給水部隊」稱為「滿洲第731部隊」，並在海拉爾、海林、林口、孫吳等地設立支隊:134。

### 形成

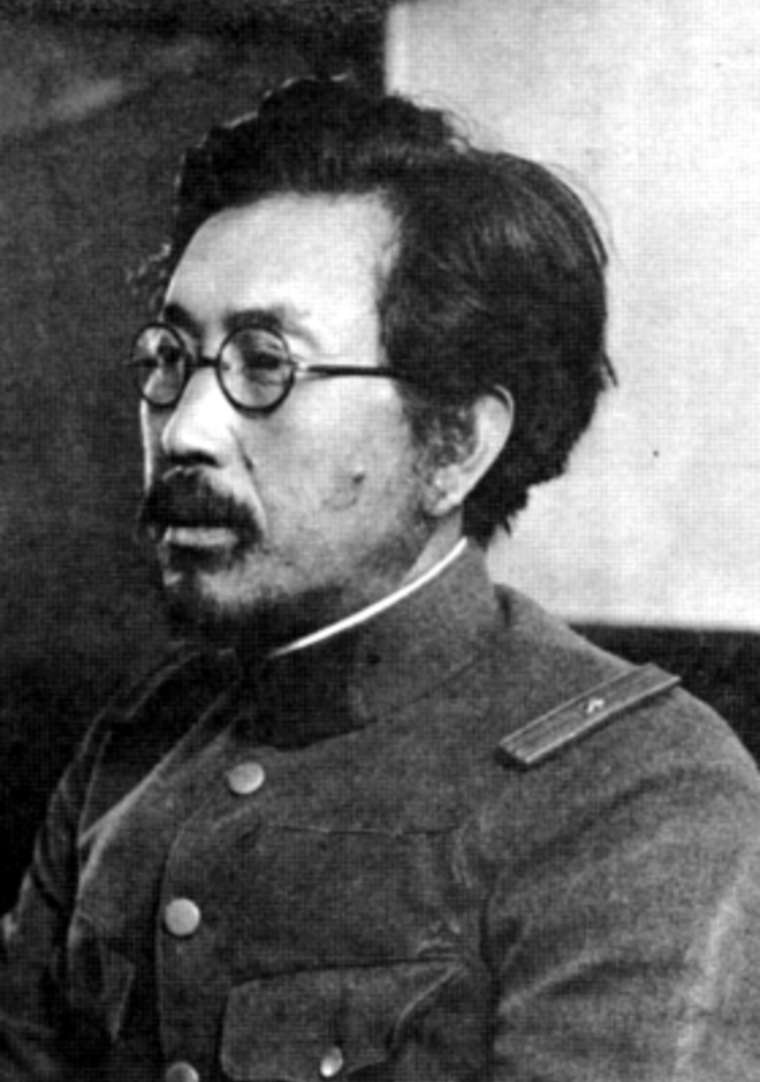
石井四郎

1925年，世界各国缔结禁止使用生物和化学武器的《日內瓦議定書》。石井四郎认为，如果细菌武器具有如此大的威胁性和有效性，以至于必须在条约中予以禁止，那么就没有理由不发展它们。石井当时正在进行为期两年的海外旅行。他回国后曾向日本陆军省和总参谋部警告说“最强大的国家都在为细菌战做准备，如果日本不做好准备会遇到很大的困难”。
1932年8月，陆军军医学校防疫科开设有石井四郎等五名军医所属的防疫研究室（俗称“三研”）。与此同时，开始在日本控制下的满洲兴建研究设施，并组建关东军防疫班，该部队于次年即1933年秋在哈尔滨东南70公里的背阴河处开始进行细菌研究。此关东军防疫班俗称“东乡部队”，源自石井四郎的化名“东乡初”。
1936年4月23日，时任关东军参谋长板垣征四郎在《关于加强满洲武装的意见》中提出：“第二十三（条）、关东军防疫部的设立和加强” 正式提出成立新组织。同年8月，日本陆军省发布“軍令陸甲第7號”，关东军防疫部正式成立。日本非常重视该部队，1940年的年度预算高达1000万日元。由于该部队的许多成员来自石井四郎的出生地千叶县山武郡芝山町加茂村，因此关东军防疫部也被俗称为“加茂部队”。与此同时，关东军军马防疫厂（后称满洲第100部隊）也被成立。截止1936年12月，关东军防疫部由军人65人（其中军官36人）和文职人员105人组成。随着规模的扩张，部队开始在哈尔滨以南24公里处的平房区建设新设施。
731部队本部从1936年开始营建，1938年6月主体建筑基本完工。1940年8月，全部营建完成，核心区域占地总面积6.1平方千米，内有建筑80余栋。其中四方楼是731部队本部规模最大的一个建筑，仅它就占地约15,000平方米。工廠內安置了500具孵育器和6座能容納兩噸製造培養液之鍋爐等設備。673部队在黑河孙吴县建立细菌实验基地，包括动物饲养、制菌室等300间建筑。
1940年7月，根据“軍令陸甲第14号”，关东军防疫部改组为关东军防疫给水部（通称：满洲659部队）。该部队的司令部是关东军防疫给水部本部（通称：满洲第731部队）。1940年7月整编时，包括731部队在内的整个关东军防疫給水部人员已增至军人1,235名（其中军官264名）以及文职人员2,005名，每年的研究费用为与当时东京大学相匹敌的2百万日元（1942年）。根据厚生劳动省的统计，1945年战争结束前，该部队下属3,560人，包括军人1,344名、军属（文职人员）2,208名，另外8名人员身份不明。

### 细菌战以及覆灭
七七事變後，日本軍部在中國各地分設許多細菌戰支隊，擴大實驗地域:150。
1939年，七三一部隊首次在中蒙邊界之諾門罕戰鬥中使用細菌武器；隨着侵略戰爭之擴大，日本關東軍和華北、華中、華南之派遣軍以及南方軍中，都建立起名為「防疫給水部隊」之細菌部隊，先後對中國之浙江、湖南以及山東、廣東等地實施大規模細菌戰，造成大批平民死傷；僅湖南常德一地有實名記錄之死亡人數就達7,463人:135。
从1942年8月到1945年3月，关东军防疫给水部部长被军医少将北野政次接替，然而731部队等部队仍被认为继续受到石井的指挥。
战争期间，731部队曾尝试在宁波、玉山、金华等城镇直接散布伤寒、霍乱等细菌，但没有成功。于是改为将感染鼠疫桿菌的跳蚤投放到宁波、金华等地，该作战取得令军方满意的结果。部队录制了影片，在军中大肆宣传推广。自此之后，石井选择鼠疫杆菌作为细菌战的主要武器，致力于扩大鼠疫跳蚤的生产。1942年，再次于常德海拔1000米处投放鼠疫跳蚤进行细菌战。大约就在这个时候，石井被调回东京，北野政次被任命为第二任指挥官。但在1945年3月，随着战局恶化，石井又回到了部队。再次上任后不久，石井认为“随着战争局势日益恶化，必须使用包括生物武器在内的最后手段才能让战况在春末或夏季有所改善”，并下令在9月底前饲养300万只老鼠，以生产鼠疫跳蚤。然而，8月8日，随着苏联红军大举攻入满洲，该计划提前破产，设施即遭到疏散和拆除。
1945年8月，苏联加入对日战争，包括731部队在内的关东军防疫给水部意图迅速撤离至日本本土。战败后，军方下令销毁相关文件，并试图销毁证据。 据曾任大本营本部参谋的朝枝繁春供述，朝枝于8月10日被派往满洲，指示石井四郎等人迅速销毁生物武器研究的证据。根据这一命令，该设施被摧毁，大部分部队在8月15日之前撤离，但仍一些人被苏联红军俘虏，并在伯力審判中被作为战犯起诉。
战后，731部队所属的医生们以向美国提供研究材料为交换取得了战争罪豁免权。 此外，前队员越定男曾供述，队员们通过“回到家乡之后隐瞒曾在731服役的经历”、“不担任任何公职”、“队员之间严禁互相联系” 等方式隐瞒了自己的从军经历。

## 731部队的组织和成员
石井四郎意图成立巴斯德研究院或洛克菲勒大學研究所那样的综合性医学研究机构，并且可以进行人体试验。该研究所招募了大量日本各地的医学精英，石井四郎的母校京都帝国大学医学部派出了多名年轻优秀的助教以及讲师协助石井研究。包括石川太刀雄（病理学）、岡本耕造（解剖学）、田部井和（伤寒研究）、湊正男（霍乱研究）、吉村寿人（凍傷研究）、笠原四郎（病毒研究）、二木秀雄（结核研究）、貴宝院秋夫（天花研究）等人都加入了石井的研究所。据NHK统计，日本全国各地10所高校派出了至少30名医学专家进入731部队，其中京都帝国大学至少有11人，东京帝国大学至少有6人。
2018年4月，国立公文書館将其保存的一份含有1945年1月当时731部队的全部3605人（其中包括军医52人、技师49人、护士38人、卫生员1117人等）的名册公开。名册中记载了所属人员当时的姓名、阶级以及当时的联系方式。
2023年8月，国立公文书馆发现藏品中有一份1940年9月制成的731部队“职员表”。该表包含了以石井四郎为首，干部、医生、技师等97人的名单，其中包括一些至今从未出现在任何资料中的人的名字。长年研究731部队的慶應義塾大学名誉教授松村高夫指出“731部队相关资料曾遭日本政府毁灭证据而蓄意破坏，部队成立初期到底队员都有谁到目前为止还不为人知。这份奇迹般保存下来的珍贵资料可以帮助我们知道队员们在战争结束后到底去了什么地方，对今后的研究大有帮助”。

### 主要成员
- 陆军中将石井四郎，创始人、首任部长。
- 军医中将北野政次，第二任部长。[24]
- 医学博士清野謙次，最高顾问。[25]
- 军医少将川島清，先后担任第四部（細菌製造部）部長，第一部（细菌研究部）部长。[26]
- 军医少将菊地齐， 第一部（细菌研究部）部长。[27]
- 军医中佐西俊英，教育部长，兼孙吴支队长。[28]
- 军医少佐柄澤十三夫，第四部細菌製造課課長。[29]
- 军医中佐内藤良一（日语：内藤良一），后成立日本大型医药公司绿十字（日语：ミドリ十字），招募了多名前731部队成员如北野政次等人。该公司后引发著名的藥害愛滋事件，造成近500人死亡，公司随之解体。[30]

### 組織架構
731部队分为第一至第四部、总务部、资材部、教育部、诊疗部等共8个部门，牡丹江、林口、孙吴、海拉尔等4个支队。

#### 本部
目前推测1945年731部队组织构成如下：
總務部（部长依次为川島清、军医中佐村上隆、今津綱幹、军医中佐中留金藏，后由军医大佐太田澄兼任）
副官室（景山杏祐、青木広市）
調査課（石光薫）
翻譯班（軍医中尉秦正氏）
印刷班（小館美実）
寫真班（由小館兼任）
兵要地誌班
調査班（臼井竹次郎）
圖書班（新井？？）
人事課（衛生少佐山下健次）
庶務課（负责各部门之间的沟通以及事务传递，课长高橋伝、衛生大尉篠原岩助、鈴木穐男）
勞務班（工藤与四郎）
庶務室（衛生大尉飯田）
食堂
酒保
學校
企劃課（负责各种作战计划的制定，课长田部邦之助、二木秀雄）
經理課（负责经费管理以及物资筹备，课长伊地治俊雄、佐藤？？、堀田良一郎）
管理課（中村留八） 
建設班（永松喬）
工務班（小山博）
動力班（在田勉）
運輸班（増田？？）
電話班
軍需課（鈴木？？）
第一部（基础研究部，负责在活受试验者身上研究淋巴腺鼠疫、霍乱、炭疽病、伤寒、肺结核。为此目的建造了一个容纳300人左右的监狱。部长依次为为田部井和、北川正隆，后由菊地齐军医少将接任。）
第一課（伤寒）
田部井班（军医中佐田部井和）
第二課（霍乱）
湊班（技师湊正男）
第三課（俘虜管理以及生理研究，如冻伤、营养失调等，课长吉村寿人）
吉村班（研究治疗冻伤的有效方法及航空医学。班长吉村寿人陆军技师）
吉田班（健康診断，班长吉田源二）
宮川班（Ｘ光，班长宮川正）
在田班（研究Ｘ光等其他放射线，在田勉）
栗秋班（藥理，班长栗秋要）
草味班（研究药理、毒剂的化学结构。班长药剂少佐草味正夫）
石井班（俘虜出入管理，班长石井利夫）
蓬田班（俘虜出入管理，班长蓬田三平）
志村班
特別班（负责特别秘密监狱的管理和实验动物的培养，班长为石井刚男和石井三男。）
第四課（赤痢）
江島班（研究赤痢及血清学。班长为技师江岛真平）
第五課（鼠疫）
高橋班（研究鼠疫。班长军医少佐高桥正彦）
第六課（病理） 
石川班（研究病理及制作人体组织标本。班长为技师石川太刀雄丸，也称石川太刀雄、石川大刀雄）
岡本班（研究病理、活体及死体解剖。班长为技师岡本耕造）
第七課（病理）
第八課（斑疹傷寒，课长军医大佐笠原四郎）
野口班（野口圭一）
笠原班（研究过滤性病毒及当地风土病，班长笠原四郎）
第九課（水棲昆蟲，课长朝比奈正二郎） 
田中班（军医少佐田中英雄）
第十課（血清，课长秋元寿恵美） 
内海班（研究血清、开发疫苗及实行细菌战时当友军感染後对症疗法，班长内海薫）
小滝班（結核菌素注射液，班长小滝秀雄）
第十一課（結核，课长陆军技师二木秀雄） 
肥之藤班（炭疽，班长肥之藤信三）
太田班（炭疽，班长軍医大佐太田澄）
樋渡班（樋渡喜一）
降旗班（腺鼠疫，班长军医少佐降旗武臣）
金澤班（金澤謙一）
貴貴院班（天花，班长陆军技师貴宝院秋雄）
二木班（结核菌。班长二木秀雄）
所属課不详 
碇班（炭疽）：研究炭疽；班长碇常重。
第二部（实施研究部，负责研究生物武器的在战场上的使用，特别是以空中传播细菌和寄生虫的设备的研究。部长依次为早川工敏、太田澄大佐、村上隆、軍医大佐碇常重）
第一課（平沢正欣）
庶務
航空班（平沢正欣）
操縦班
第二课（増田美保）
技术班（松尾光）
氣象班（山田二郎）
無線班（由山田兼任）
运输班
田中班（第三课？）（昆虫，班长田中英雄）
篠田班（第四课？）（昆蟲，班长篠田統）
八木泽班（植物菌，班长陆军技师八木泽行正）
第五课（安達實驗場，位於鞠家窑）
第三部（防疫給水部，另負責生產生化戰用炮彈，驻扎在哈尔滨。部长依次为今瀬一夫、中佐江口豊潔、薬剤少佐増田知貞。下设两个工厂，主要是陶瓷弹壳制造厂，用于生产“石井式”陶瓷细菌彈）
庶務課（中田秋市）
第一課（檢索，佐藤？？）
第二課（毒物檢查，薬剤少佐河島三徳）
第三課（濾水機、弹壳制造厂）
濾水班
給水班
運輸班（越定男）
工作班
濾水機（小原定夫）
弹壳制造厂
焼成班（鈴木重夫）
第四部（细菌制造部，负责生产各种生物战剂，部长依次为军医少将川岛清、军医大佐太田澄）
第一課（细菌培养生产，军医少佐柄泽十三夫） 
培地班（早川清）
第二課（鼠疫菌和炭疽菌。课长野口圭一）
第三課（研究乾燥菌和疫苗，课长軍医大尉三谷恒夫）
第四課（疫苗，课长小滝秀雄） 
有田班（斑疹伤寒。班长军医少佐有田正义）
植村班（瓦斯坏疽菌和炭疽菌。班长军医大尉植村肇）
所属課不詳 
朝比奈班（疫苗制造，班长陆军技师朝比奈正二郎。）
教育部（部长军医大佐园田太郎，后由军医中佐西俊英接任。负责培训部隊相關人才）
庶務課（佐藤実）
教育課（山下建次）
衛生兵
炊事班
診療所
錬成隊
少年隊（軍医少佐田部邦之助等）
資材部（负责器材设备的供应，部长为薬剤少将大谷章一，后由柴野金吾接任。）
庶務課（萩原博治）
第一課（藥物合成，课长草味正夫） 
山口班（細菌彈，山口一孝）
堀口班（堀口鉄夫）
第二課（購買補給，课长浜武正喜）
第三課（濾水機，课长鈴木？？）
第四課（倉庫）
第五課（兵器保管，课长目黒？？）
第六課（動物飼育，课长石井三男）
診療部（附屬醫院，负责细菌感染的预防和日本人的医疗，部长軍医大佐永山太郎。）
傳染病病房
診療室
家族診療所
憲兵室
保機隊

#### 支队
石井的衛生部队（659部队）除了平房本部（731部队）外，还有4个支队：
- 673部队（孙吴支队）：驻地滿洲國黑河省黑河市孙吴县孙吴镇西南1.5公里的小山上，支队长西俊英军医中佐，人员136人。孙吴支队不仅是细菌试验与生产基地，也是731部队细菌战人员培训中心。[28]
- 643部队（牡丹江支队，也称海林支队）：驻地滿洲國牡丹江省牡丹江市海林县（现海林市）东北2公里处的腰屯，支队长尾上正男军医少佐，人员200人。[36]
- 162部队（林口支队）：驻地滿洲國牡丹江省牡丹江市林口县林口镇与古城镇之间的东岗梁上（现称新城），支队长西俊英军医中佐，后由榊原秀夫军医少佐接任，人员226人。[37]
- 543部队（海拉尔支队，对外称“防疫给水班”）：驻地滿洲國興安北省海拉尔市（现呼伦贝尔市海拉尔区）河西仁德礼街，支队长加藤恒则军医少佐，人员165人。[38]
- 319部队（大连细菌研究所）：驻地日本關東州（今大連）下葭街20号，建于1925年8月，前身为南满洲铁道株式会社卫生研究所，1939年划归731部队，人员250人。[39]

### 设施

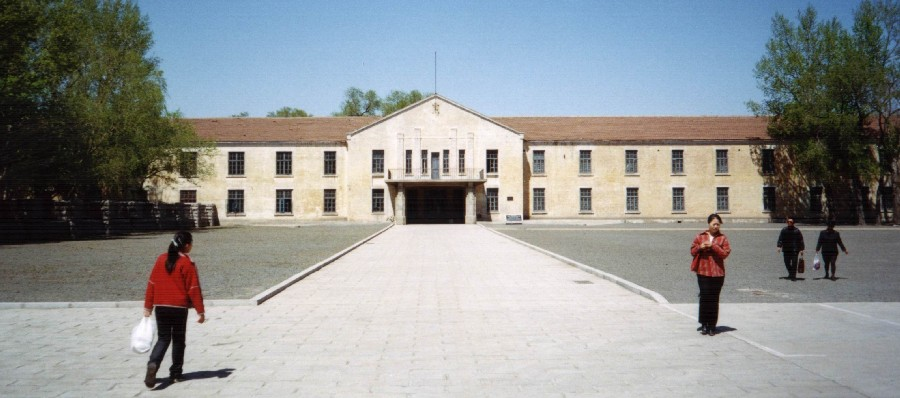
哈尔滨731部队遗址

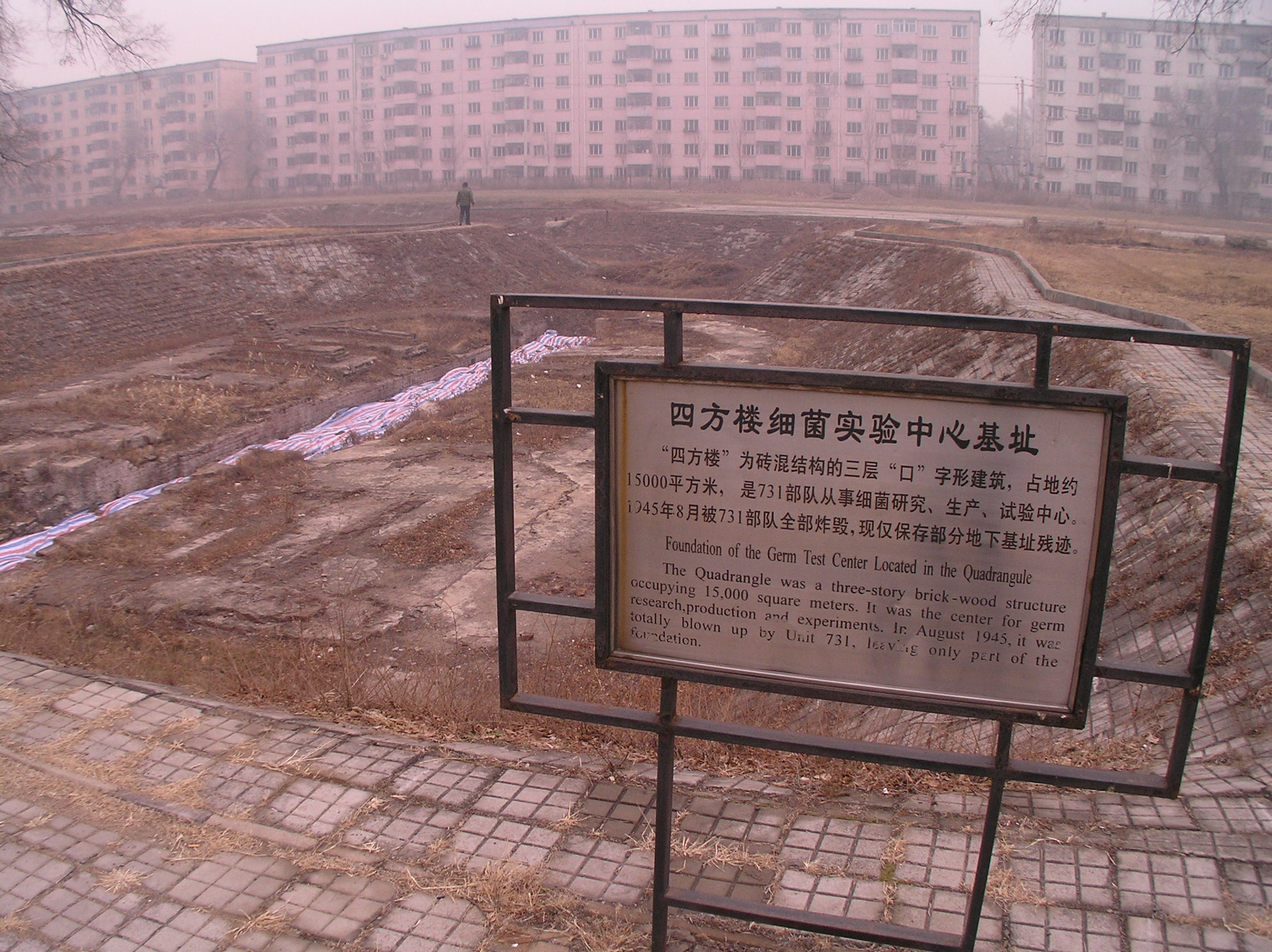
日軍第731部隊旧址「四方楼」

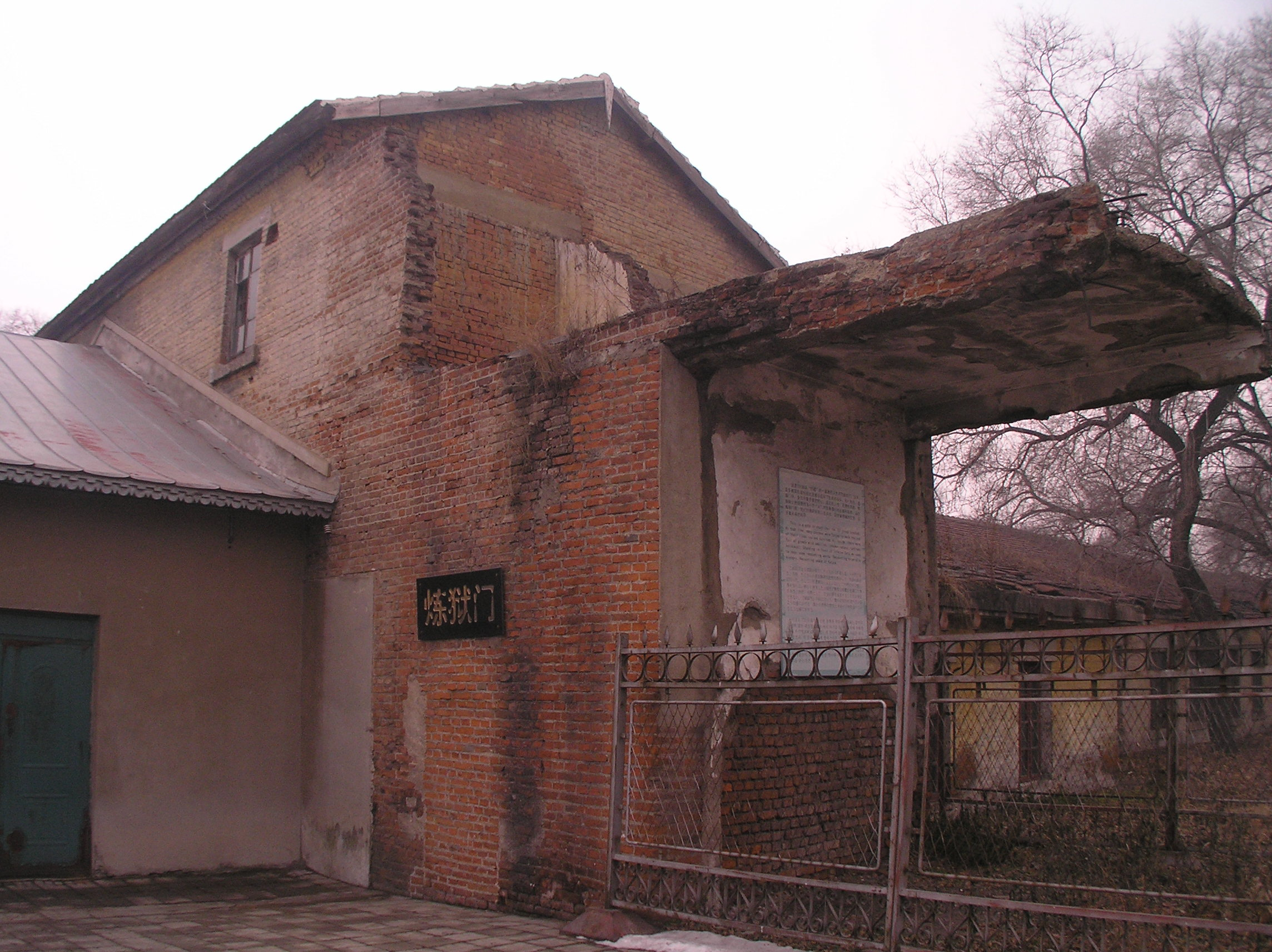
日軍第731部隊旧址「煉獄門」

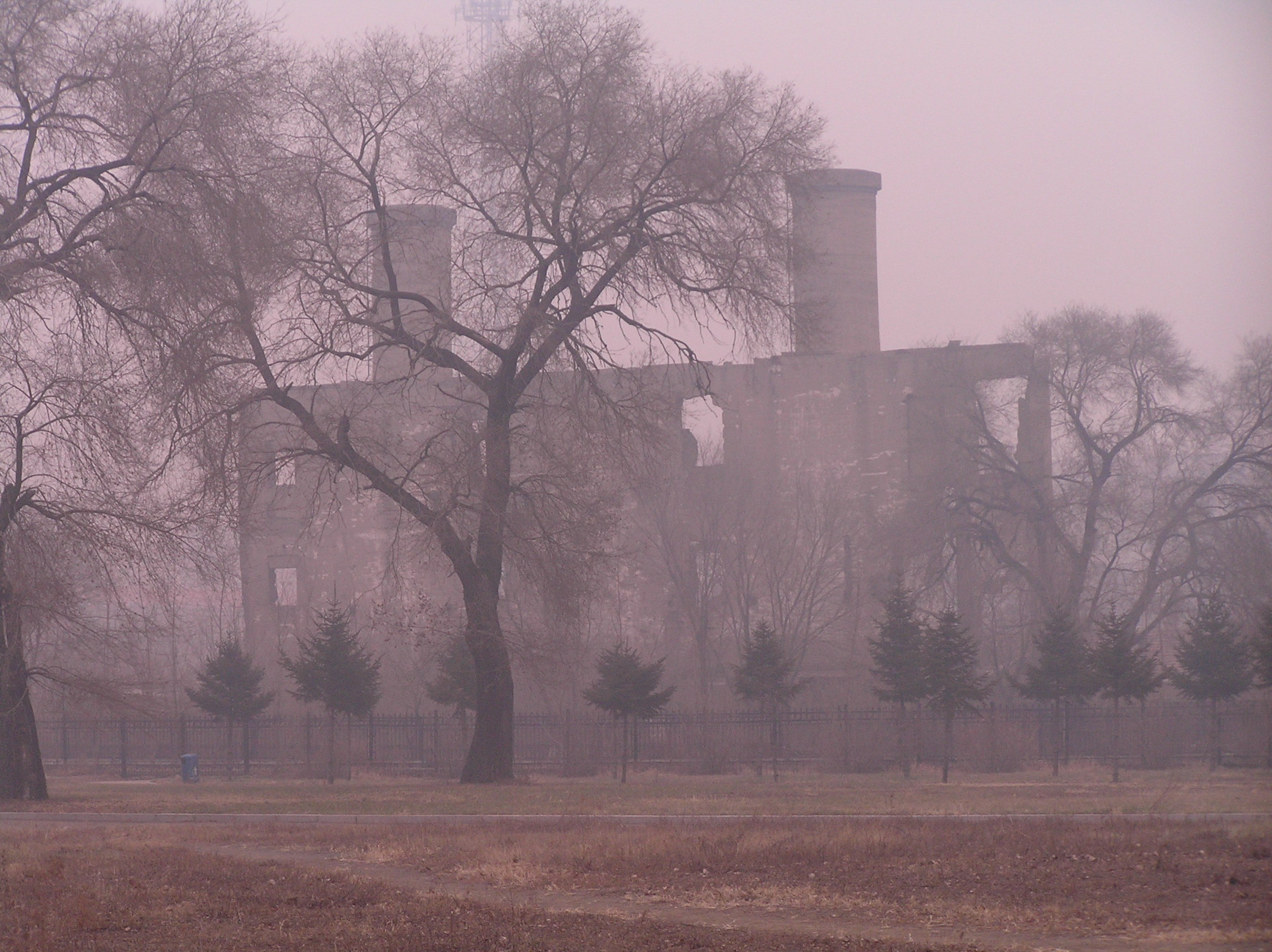
日軍第731部隊旧址

731部队的建筑群占地6平方公里，由150余座建筑组成。设施设计用以抵御空袭，防止设施摧毁。建筑群包括各式不同的工厂，还有大約4500个用于饲养跳蚤的容器，6个用于制造化学制剂的大锅炉以及約1800个用于制造生物制剂的容器，几天内可製出约30千克的腺鼠疫细菌。
如今731部队周边设施除已被深埋地下，无法搬迁的部分外，绝大部分作为731部队罪证遗址供游客参观和考古研究使用，另建有侵华日军第七三一部队罪证陈列馆介绍与之相关的历史并展出相关文物和最新研究成果。

## 非人道实验
问：什么是“受实验材料”呢？就是那些被送到七三一部队里去进行实验的活人吗？
答：正是如此。
问：在第七三一部队内给那些遭受实验灾殃的活人规定过什么符号式的名称呢？
答：他们被称呼为“木头”。
问：这些人是按照他们的姓名被拘禁在该部队内部监狱里的吗？
答：不是，他们都带有牌号。
问：所有这些人都必须得死掉吗？

答：正是如此。——731部队成员川岛清在伯力審判中的供词，《前日本陆军军人因准备和使用细菌武器被控案审判材料》
關東軍憲兵隊將抓獲之部分抗日士兵和為蘇聯從事情報工作之人員秘密押送到七三一部隊，作為細菌實驗之「马路大（日语：／ maruta）」（日语中意为“原木”），當時稱為「特別輸送」:134。
七三一部隊將「特別輸送」之人員關押在秘密監獄裡，進行鼠疫、傷寒、副傷寒、霍亂、炭疽等幾十種細菌實驗，還進行凍傷、人血和馬血互換、人體倒掛等實驗，甚至進行活體解剖，並與化學部隊共同進行毒氣實驗:134。
在伯力審判中，731部队要员、第四部部长川岛清供认，至少有3,000人在这里被残害。:134
母愛實驗：
地點：加熱艙
731部队的母爱实验是一种残忍的实验，工作人员将母子关进一个极度高温的房间，观察母亲是选择保护孩子，抱住孩子让他免受高温炙烤，还是选择把孩子踩在地上，保护自己不受高温烫伤。最终，母亲选择紧护孩子，直至死亡。
冻伤实验：
地点：野外冻伤试验场
工作人员强迫受害者的双手裸露在零下35度的户外，并往上淋冰水，人会因为极度寒冷而昏迷。十小时后，手已完全坏死，呈黑紫色，此时将人送入冷冻实验室，受害者苏醒，又将其双手浸入15度的温水中进行解冻，然后将手上坏死的组织撕下，双手便只剩白骨。
在伯力审判中，西俊英供认其听吉村寿人向他介绍过野外冻伤试验的情况。在零下20多度时，吉村会放置几台大型风扇吹风，人为的制造冻伤并进行试验。
低温实验：
地点：冷冻实验室
将受害者的双手放入零下196度的速冻柜中进行速冻，随后双手便坚硬如石，呈灰白色，表面凝结了一层厚厚的白霜。此时用玻璃棒猛击受害者的双手，已经被冻硬的手指就会被一根根地打掉，最后手掌也会被击碎。
在伯力审判中，前731部队宪兵班成员供述，自己曾于1940年12月时亲眼目睹实验室中的惨状。当时实验室内有5名中国“犯人”，有3人手指已经全部变黑脱落，剩余2人手指也只剩下骨头。他指认当时在场的技师吉村寿人告诉他这是冻伤试验的结果。
据原731部隊印刷部員上園直二供述，他曾亲眼目睹两名全裸的俄罗斯白人男性被送入冷冻室，并被用摄像机录下直至冻死的整个过程。
毒气实验：
地点：毒气实验室
将成人、儿童和鸟类同时关进全透明毒气室，随即释放不同浓度，不同种类的毒气，以此观察成人，儿童和鸟类对于毒气的不同反应，受害者会在慢性毒气中逐渐被毒死，抑或是窒息，会有口吐白沫，眼睛流泪甚至内出血，耳鼻口眼出血的情况。
根据原731部队成员越定男供述，731部队最喜欢的人体试验就是在玻璃房里放毒气、越在他所写的书中详细描绘了毒气实验的情形。被送进毒气室中的“马路大”多是30岁左右，最多的就是中国人，其次就是俄罗斯人。毒气室中使用的毒气包括芥子气、光气、路易氏剂、氰化氢以及一氧化碳。
低温陶瓷细菌弹爆破：
地点：安达野外试验场
将少则十几名，多则数十名的不同国籍人种的受害者绑于十字木桩上，随后引爆周围的陶瓷细菌弹，受害者会出现全身皮肤肌肉腐烂，组织坏死，甚至肢体断裂等情况，最终因细菌感染和肌肉组织坏死而死亡。
在伯力审判中，亲自参与过细菌弹爆破试验的卫生兵曾供述，试验方式有两种。一种是先让细菌弹爆破让其撒落地面之后让“犯人”走过去；另一种是直接在“犯人”头上爆破细菌弹，使得菌液散布全身。他参与的那次试验的结果是大部分人都感染了病菌，有四五人死亡。
活体解剖：
地点：解剖室
经常作为其他实验的辅助工作，在进行细菌注射后，如果人没有出现任何发病的现象，就会被活体解剖以观察器官活动情况。或是在进行人畜杂交实验后，将疑似已经怀孕的妇女进行活体解剖以观察有无胎儿。如果不是为了取器官做标本，其他原因的解剖都不会进行麻醉，因为部队人士认为用麻醉后的人作观察研究结果是不准确的。

#### 东京
二战期间，731部队在东京新宿区运营着一家医学院校。2006年，曾于战期在该院校工作过的护士石井东洋（音译）透露，1945年日本投降后不久，她在院校的庭院参与掩埋尸体与残肢。日本厚生劳动省于2011年2月开始了位於该遗址的挖掘工作。

#### 广州
驻扎在广州的隶属于南支那方面军的8604部队是731部队的关联单位。部队在其基地中进行禁食、脱水以及水传斑疹伤寒的人体试验。战后证词表明，该设施曾作为鼠类养殖场，向部队的医疗分队提供腺鼠疫的实验带菌媒介，並大量生產鼠疫桿菌，進行細菌戰。

#### 奉天战俘营
服役于英国皇家陆军军械总队的罗伯特·皮蒂少校曾是距哈尔滨平房区350英里的奉天战俘营的英国高级官员。根据他的证词，731部队的医生对战俘施行传染病病菌的常规性注射，并伪装成无害的牛痘疫苗，最终导致186位英国战俘死亡。

## 倖存者
根据目前的记录和证据，没有能够直接从731部队在哈尔滨的主营区成功越狱的生还者。此外，根据军史学家萨苏查阅中日双方史料并调查后编写的《尊严不是无代价的》一书中显示，有4名中国人得以从另一个位于佳木斯万发屯的由731部队管理的设施中成功越狱，但无记录显示这4人在越狱前进入过哈尔滨主营区，他们是：
- 中國國民黨吉林省党务第三督导区108支部书记李广德，出狱后加入中国共产党，参与了国军第六十军起义相关工作
- 中国国民党党员何家训，出狱后害怕因其国民党背景被清算，改名何钟淵，定居于辽宁抚顺务农。最后一次公开亮相是在1956年在沈阳审理日本战犯的特别军事法庭中指证前满洲国哈尔滨地方检察厅检察官沟口嘉夫，最终使得沟口嘉夫入刑15年。何于2018年1月20日在抚顺逝世，享年99歲。
- 中國國民黨吉林省党务第三督导区110支部书记张人天，出狱后与国军会和，在与东北民主联军的作战时下落不明。
- 中共党员、抗联侦察员李遇迟，伤愈后回归抗联，曾作为中（抗战结束后八路军开进东北的部队）苏两军联络员，在苏军远东方面军驻佳木斯司令部供职过一段时间，后下落不明。

1945年8月12日夜蘇聯进攻东北3天後，苏军逼近牡丹江，日军对这里的在押人员进行了大屠杀。日军射击两轮后迅速撤离，并未进入牢房检查，也未找到预先准备的汽油焚毁建筑。天亮后四人纷纷越狱。当时和何家训同室的赵连青也活着，但是赵连青大门都没走出去就突然死去。其余四人于13日逃出。

## 二战后有关史实的辗转问世
1925年之《日內瓦議定書》明確規定禁止使用細菌武器與化學武器，因此七三一部隊在1945年戰敗前撤退時，殺害俘虜、炸毁建築，將重要資料和物資帶回日本；但由於攜帶病菌之老鼠、牲畜四散逃逸，造成哈爾濱郊區鼠疫流行，直到1950年代鼠疫才被遏制:135。七三一部隊影響所及，也讓1951年朝鮮戰爭時被中朝方面認為，冬季戰壕疫情蔓延可能有別的原因，懷疑所謂美軍利用接收日軍731部隊之技術，做出聯合國軍曾發動細菌戰的相關指控。
由於沒有被追究、判罪的緣故，许多前731部队的成员二战后都加入了日本医疗组织。北野政次领导了日本最大的制药公司绿十字，其他成员或进入医学院校的领导层，或为日本厚生省工作。其中石井四郎的老师，主导派遣大量医学研究人员参与731部队活动的京都大学医学部部长户田正三后来转任金泽大学校长。他从未对外提起自己与731部队的关系，现在金泽大学已是日本医学界的权威学府之一。研究沙门氏菌的田部井和，后来成为京都大学的教授，日本细菌学界的权威。负责冻伤试验的吉村寿人则不断否认自己进行过非人道试验，在日记中自称“我是在军队内，听从部队长的命令，研究如何保护士兵免于冻伤、冻死的，绝不是变成了丧失良心的恶魔”，后来成为京都府立医科大学的教授以及校长。
美国记者鲍威尔在1980年10月/12月的《亚洲学者通讯》上发表了一篇题为《日本的细菌战：美国对战争罪行的掩盖》的文章。他通过《信息自由法》获得的文件，为他的报道提供了更多证据。第二篇文章《日本的生物武器，1930-1945年：被隐藏的一段历史篇章》发表在1981年10月的《原子科学家公报》上。这两篇文章对于731部队内幕自1980年代以来逐渐被揭开而为世人所知起到了重要的作用。
1998年12月，美国司法部官员伊莱·罗森鲍姆写给西蒙·維森塔爾中心的拉比亚伯拉罕·库珀的一封信中承认，尽管石井四郎及相关人员犯下了众所周知的非法人体实验罪行，但美国仍与石井四郎及731部队人员达成了特赦协议。 美国国家档案和记录管理局2006年出版的文件对这一协议的历史背景做了概括性介绍。
1997年，180名中国人（731部队受害者或其家属）对日本政府提出诉讼，要求日本政府全面披露731部队事实、道歉并赔偿。2002年8月，东京地方法院做出判决，承认731部队的存在以及其所进行细菌战等活动违反《海牙公约》。但是援引《中日和平友好條約》和《中日聯合聲明》中“放弃战争赔偿要求”等原则，判原告败诉，驳回请求。 同時，日軍還把大批化學武器丟棄在中國，遺害無窮；直到最近幾年，仍不斷發現日本軍秘密掩埋之化學武器，導致遺棄化學武器在戰後不斷發生傷人事件；根據禁止化學武器公約之要求，1999年中日間就處理遺棄化學武器問題達成備忘錄，開始銷毁遺棄化學武器:135。
2017年8月13日，日本放送協會（NHK）播放纪录片《731部队的真相：精英医者与人体实验》，首次公布了731部隊認罪的錄音資料，并指责多名日本医学界权威专家涉入了731部队人体实验。2018年，NHK播放纪录片《731部队》，分為前篇與後篇，1月21日在NHK BS1播出前篇《人体实验是这样展开的》。2018年1月22日，中华人民共和国外交部发言人华春莹表示，外交部赞赏日本国内有识之士揭露和直面历史真相的勇气，“希望日方认真倾听国内外的正义呼声，正确认识和深刻反省日本军国主义侵略历史，切实尊重中国和其他亚洲受害国人民的感情”。
2021年9月6日，俄罗斯红星电视台晚间节目《每日新闻综述》播放由中国环球电视网（CGTN）俄语部、中央广播电视总台黑龙江总站、红星电视台联合制作的特别报道《731日本罪行调查记》。红星电视台记者根据俄罗斯外交政策档案馆的解密文件指出，苏联多次要求美国引渡曾主导人体实验和开发使用细菌武器的石井四郎等日本主要战犯，但美国置之不理。CGTN俄语部记者就731部队细菌武器和人体实验最新证据，实地走访731部队遗址和罪证陈列馆，采访受害者家属、档案研究专家。

## 相關出版物

### 紀錄片
- 1995年首播的華視紀錄片《一寸山河一寸血》，第三十集〈死亡工廠731〉。
- 2017年8月13日，日本放送協會（NHK）播放纪录片《731部队的真相——精英医者与人体实验》引发关注[60][65][66]。

### 小說與文字出版品
- 1981年，日本作者森村诚一與下里正樹（日语：下里正樹）共著了《恶魔的盛宴》（悪魔の飽食）一书，后于1983年出版了《恶魔的盛宴－结局》。它们是第一个广泛揭露731部队历史的小说出版物。日本歷史學家秦郁彦称此书为将小说和非幻想作品混同的例子，並提出以下質疑：一、文中提及的證人大都匿名而無從查證，眾所周知；二、書中寫到將人關入大型離心器，從而榨乾血液，是不可能的。三、用針管吸取人的體液，使人木乃伊化是不可能的。四、書中講到將人關入真空室，使得內臟從口、肛、眼等處擠出的情形。但是太空試驗已證明這種情況也不可能發生。五、所用照片存在大量偽照。世界日报後稱森村诚一有编造报道和歪曲美国解密文件的行为[67]，泽地久枝也说此书存在编造。[68]1983年角川书店将《恶魔的盛宴》删去大部分不可靠内容后再版。
- 1991年8月，日本田中明（日语：田中明）、松村高夫（日语：松村高夫）合編《十五年戰爭極秘資料集 第29集 七三一部隊作成資料》一書。
- 1994年4月，松村高夫再編著《＜論爭＞731部隊》一書。
- 1997年8月，松村高夫再著《戰爭和疫病――七三一部隊帶來的東西》一書。
- 2002年，日本教授常石敬一再出版《謀略的十字路口―帝銀事件捜査和731部隊》一書。
- 2003年，Hal Gold出版《Unit 731 - Testimony》一書，其後再由濱田徹翻譯成日文版的《証言・731部隊的真相―人体実験的全貌和戦後謀略的軌跡》。
- 2005年8月，日本記者及報告文學作家青木富貴子（日语：青木富貴子）出版一書。她曾於2003年發現731部隊創設者石井四郎的「終戰memo」。
- 2011年，刘宇昆发表的科幻小说《纪录片：终结历史之人》，入围了雨果奖和星云奖的最佳中篇小说提名。
- 2007年3月，松村高夫與矢野久（日语：矢野久）共同編著一書。
- 2014年，Asako Serizawa撰写小说《Train to Harbin》[69]

### 影視作品
- 1988年12月1日，香港上映影片《黑太阳731》是一部表现日本在中国開战時731部隊的重要影片，亦是香港電影史上首部三級電影。
- 1991年，韓國電視劇《黎明的眼睛》則描述731部隊的一小部分。
- 1992年7月10日，香港再上映《黑太陽731續集》，但票房大不如前，故較少人認識。
- 1994年10月23日，香港再上映《黑太陽731完結篇》。
- 2023年，韓國電視劇《京城怪物》中甕城醫院之部隊及實驗，影射731部隊。[70]
- 定檔2025年9月18日，講述侵華日軍731部隊戰爭罪行的中國內地電影《731》「九一八事變」紀念日上映。[71]

### 引用
1. ↑  . 中国网.   [2024-01-24]. （原始内容存档于2024-01-24） （中文）.
2. ↑  张博宇. . 新华网.   [2024-01-24]. （原始内容存档于2024-01-24） （中文）.
3. 1 2  . 黑龙江省图书馆.   [2024-01-24]. （原始内容存档于2024-01-09） （中文）.
4. 1 2 3 4  楊克林編著.  香港第一版. 香港: 三聯書店（香港）. 1995.
5. 1 2 3 4 5 6   (纪录片). NHK. 2017-08-13  [2024-01-25]. （原始内容存档于2023-09-03） （日语）.
6. ↑  .   [2010-05-05]. （原始内容存档于2017-08-18）.
7. ↑  Biological Weapons Program （页面存档备份，存于） -- 美國科學家聯盟（FAS）2000年4月16日
8. 1 2 3 4 5 6 7 8 9 10 11  《東亞三國的近現代史》共同編寫委員會 (编).  香港第一版. 香港: 三聯書店（香港）. 2005. ISBN 962-04-2496-4.
9. 1 2 3  .   [2023-08-28]. （原始内容存档于2023-06-11） （日语）.
10. 1 2 3  秦 1999，第544-546頁
11. ↑  国立公文書館アジア歴史資料センター「在満兵備充実に対する意見 （页面存档备份，存于）」
12. ↑  . 黑龙江省图书馆: 2.   [2024-01-09]. （原始内容存档于2024-01-09）.
13. ↑  辛華，《明報》特稿，香港，1995年5月13日
14. ↑  . 47NEWS. 共同通信社. 2003-09-04  [2012-11-25]. （原始内容存档于2013-06-30）.
15. ↑  秦 1999，第567頁
16. ↑  .   [2023-08-28]. （原始内容存档于2023-06-11） （日语）.
17. 1 2 3  . NHK NEWSWEB. NHK. 2023-08-21  [2023-09-03]. （原始内容存档于2024-04-09） （日语）.
18. ↑  秦 1999，第578-579頁
19. ↑  Dyson, Daniel,  (PDF), 2022, Wikidata Q127271703 （英语）
20. ↑  越 1983，第173頁.
21. ↑  松村高夫. . 不二出版. 2007.
22. ↑  松村高夫.  (PDF). 慶應義塾経済学会. 2013.
23. ↑  共同通信社 (编). . 共同通信社. 2018-04-15  [2024-01-09]. （原始内容存档于2018-04-15） （日语）.
24. ↑  . 新华网.   [2024-01-24]. （原始内容存档于2024-01-24） （中文）.
25. ↑  黑龙江省中国特色社会主义理论体系研究中心 《红旗文稿》编辑部 联合调研组. . 人民网. 2014-03-07  [2024-01-24]. （原始内容存档于2024-01-24） （中文）.
26. ↑  小俣, 和一郎. . 第三文明社. 2003: 82. ISBN 4-476-03255-9 （日语）.
27. ↑  洪桂己. . 國史館. 1985  [2024-07-05]. （原始内容存档于2024-11-30）.
28. 1 2  . 黑龙江省图书馆.   [2024-01-24]. （原始内容存档于2024-01-24） （中文）.
29. ↑   (纪录片). NHK. 2018-01-21 （日语）.
30. ↑  钱景童 (编). . 央视网. 2022-03-16  [2024-01-24]. （原始内容存档于2024-01-24）.
31. ↑  . 新华报业网.   [2024-01-24]. （原始内容存档于2024-01-24）.
32. 1 2  . 黑龙江省图书馆.   [2024-01-24]. （原始内容存档于2024-01-24）.
33. ↑  近藤昭二.  (PDF). E-wave Tokyo.   [2024-01-24]. （原始内容存档 (PDF)于2024-01-26） （日语）.
34. ↑  在野民平. . おしえて！ゲンさん！〜分かると楽しい、分かると恐い〜. 2017-09-16  [2024-01-25]. （原始内容存档于2023-02-05） （日语）.
35. ↑  外山操. . 芙蓉書房. 1981  [2024-07-04]. （原始内容存档于2024-11-30）.
36. ↑  . 黑龙江省图书馆.   [2024-01-24]. （原始内容存档于2024-01-24） （中文）.
37. ↑  . 黑龙江省图书馆.   [2024-01-24]. （原始内容存档于2024-01-24） （中文）.
38. ↑  . 黑龙江省图书馆.   [2024-01-24]. （原始内容存档于2024-01-24） （中文）.
39. ↑  . 黑龙江省图书馆.   [2024-01-24]. （原始内容存档于2024-01-24） （中文）.
40. ↑  小俣, 和一郎. . 第三文明社. 2003: 82. ISBN 4-476-03255-9.
41. ↑  Williams, Peter; Wallace, David.  [七三一部隊の生物兵器とアメリカ－－バイオテロの系譜]. 由西里, 扶甬子翻译. 纽约: The Free Press. 1989. ISBN 978-4876997657 （英语）.
42. ↑  越 1983，第82頁.
43. ↑  越 1983，第83-86頁.
44. 1 2  越 1983，第83頁.
45. ↑  Gold, Hal. Unit 731: Testimony. Tuttle Publishing, 2006, p. 50
46. ↑  .   [2017-08-07]. （原始内容存档于2020-04-11）.
47. ↑  萨, 苏. . 山东画报出版社. 2009-02-01. ISBN 9787807137658.
48. ↑  楊述之. . 2020-02-24  [2024-04-05]. （原始内容存档于2024-12-22）.
49. ↑  孟濤. .   [2024-04-05]. （原始内容存档于2024-04-05）.
50. ↑  Hal Gold, Unit 731 Testimony, 2003, p. 109.
51. ↑  Kristof, Nicholas D. . The New York Times. 1995-03-17  [2019-07-14]. （原始内容存档于2019-07-14）.
52. ↑  . The New York Times. 1995-03-18  [2019-05-21]. （原始内容存档于2021-01-08）.
53. ↑  .   [2010-05-05]. （原始内容存档于2012-01-11）.
54. ↑  南香红. . 腾讯大家. 2017-08-16  [2017-08-17]. （原始内容存档于2017-08-17）.
55. ↑  . 人類研究保障聯盟.   [2024-07-23]. （原始内容存档于2024-07-26）. 1981: American journalist John W. Powell, Jr. was the first person who uncovered the unspeakable atrocities committed by Unit 731 and raised the issue of possible U.S. cover-up.
56. ↑  Margalit Fox. . 纽约时报. 2008-12-17. ISSN 0362-4331. Wikidata Q123736232 （美国英语）.
57. ↑  Kaye, Jeffrey. . Medium.com. May 14, 2017  [June 27, 2021]. （原始内容存档于5 November 2020）.
58. ↑  愛德華·德雷亞.  (PDF). 国家档案和记录管理局. 2006. ISBN 978-1-507-76843-3. OCLC 888505608. OL 56012271M. Wikidata Q125507149. Over the course of the interviews, Ishii hinted that he would be willing to provide more information if he were granted immunity from war crimes prosecution. Few dissenters in the U.S. government emerged, though some agencies, such as the State Department, sought to limit the commitment that the United States would make to a criminal as notorious as Ishii. For the most part, however, U.S. military and intelligence officials were receptive to a deal with Ishii in which the general would avoid prosecution in return for information about his work. ... SCAP [Supreme Commander for the Allied Powers], the War Department Civil Affairs Division, SWNCC [State-War-Navy Coordinating Committee], the Joint Chiefs of Staff, and the State Department all attempted, to one degree or another, to shield Ishii and his colleagues from prosecution in order to keep the Japanese biological warfare program from exploding into the public domain while they gleaned more information about it for themselves.
59. ↑  東京地方裁判所.  (PDF). 日本裁判所. 2002-08-27  [2024-01-09]. （原始内容存档 (PDF)于2023-06-01） （日语）.
60. 1 2  . 自由时报电子报. 2017-08-14  [2017-08-15]. （原始内容存档于2017-08-15）.
61. ↑  . 中时电子报. 2017-08-15  [2017-08-15]. （原始内容存档于2017-08-15）.
62. ↑  梁甜甜. . 新华网国际频道. 2018-01-24  [2021-09-25]. （原始内容存档于2020-08-15）.
63. ↑  闫子敏. . 新华社. 2018-01-22  [2021-09-25]. （原始内容存档于2021-09-25）.
64. ↑  王毓韵、孙娟、杨懿俊. . 中国环球电视网俄语部. 2021-09-07  [2021-09-12]. （原始内容存档于2021-09-12）.
65. ↑  . 新浪网. CCTV. 2017-08-15  [2017-08-15]. （原始内容存档于2017-08-15）.
66. ↑  林永富，731部隊殘酷史 NHK罕見揭露 （页面存档备份，存于），中時電子報，2017-08-16
67. ↑  文艺春秋1983年二月号
68. ↑  滄海よ眠れ: ミッドウェー 海戦の生と死 澤地久枝 每日新聞社, 1984 P14
69. ↑  . The Hudson Review. 2014-11-11  [2018-02-23]. （原始内容存档于2018-02-24） （美国英语）.
70. ↑  . 2024-01-10  [2025-08-07].
71. ↑  朱加樟. . 香港01. 2025-08-03  [2025-08-05] （中文（香港））.

### 书籍
- 秦, 郁彦. . 文春文库. 1999-12. ISBN 4-16-745304-5 （日语）.
- 越, 定男.  第5刷. 教育史料出版会. 1983-09-05. NDLJP: 12227487 （日语）.
- Gold, Hal. Unit 731 Testimony, Charles E Tuttle Co, 1996. ISBN 4-900737-39-9
- Williams, Peter. Unit 731: Japan's Secret Biological Warfare in World War II, Free Press, 1989. ISBN 0-02-935301-7
- Endicott, Stephen and Edward Hagerman. The United States and Biological Warfare: Secrets from the Early Cold War and Korea, Indiana University Press, 1999. ISBN 0-253-33472-1
- Handelman, Stephen and Ken Alibek. Biohazard: The Chilling True Story of the Largest Covert Biological Weapons Program in the World--Told from Inside by the Man Who Ran It, Random House, 1999. ISBN 0-375-50231-9 ISBN 0-385-33496-6
- Harris, Robert and Jeremy Paxman. A Higher Form of Killing : The Secret History of Chemical and Biological Warfare, Random House, 2002. ISBN 0-8129-6653-8
- Barnaby, Wendy. The Plague Makers: The Secret World of Biological Warfare, Frog Ltd, 1999. ISBN 1-883319-85-4 ISBN 0-7567-5698-7 ISBN 0-8264-1258-0 ISBN 0-8264-1415-X
- 《侵華日軍在粵進行細菌戰之概況》 沙東迅